# Chapter One (álbum de Collage)
| Críticas profissionais | Críticas profissionais |
| Avaliações da crítica  | Avaliações da crítica  |
| Fonte                  | Avaliação              |
| ---------------------- | ---------------------- |
| allmusic               | [ 1 ]                  |

Chapter One (em português:  Capítulo Um) é o álbum de estreia da dupla Collage, lançado em 10 de junho de 1994 pela gravadora Viper/Metropolitan Records.
Desse álbum saíram três singles, "I'll Be Loving You", o single de maior sucesso do álbum, chegando a posição #56 na Billboard Hot 100, "Gangster of Love" e "Diana", que não alcançaram o mesmo sucesso do primeiro single.

## Faixas
| N.º | Título                                              | Duração |  |
| 1.  | "I'll Be Loving You"                                | 3:51    |  |
| 2.  | "Gangster of Love"                                  | 4:12    |  |
| 3.  | "Tell Me Boy/Tell Me Girl" (participação de Denine) | 4:13    |  |
| 4.  | "Angel"                                             | 4:03    |  |
| 5.  | "Diana"                                             | 4:37    |  |
| 6.  | "Cheap Thrills"                                     | 6:57    |  |
| 7.  | "From Here to Eternity"                             | 3:53    |  |
| 8.  | "Here We Go Again"                                  | 5:35    |  |
| 9.  | "Diana" (House)                                     | 4:35    |  |
| 10. | "Tell Me Boy/Tell Me Girl" (House)                  | 4:10    |  |
| 11. | "Gangster of Love" (Street)                         | 4:12    |  |

## Desempenho
| Parada musical (1994)                              | Melhor posição |
| -------------------------------------------------- | -------------- |
| Estados Unidos - Top Heatseekers (Middle Atlantic) | 10             |
| Estados Unidos - Top Heatseekers (Northeast)       | 5              |